# آرثر جي
آرثر جي (بالإنجليزية: Arthur Gee)‏ (1 يونيو 1892 في المملكة المتحدة - 1959) هو لاعب كرة قدم بريطاني (وحمل سابقاً جنسية المملكة المتحدة لبريطانيا العظمى وأيرلندا) في مركز الهجوم. لعب مع أولدهام أثلتيك ونادي روتشديل ونادي ويتون ألبيون وMossley A.F.C. ‏ ونادي ستاليبريدج سيلتيك ونونيتون بورو ‏ وAshton National F.C. ‏.